# Jusquiame
Hyoscyamus
Genre
Classification APG III (2009)
Les jusquiames sont des plantes appartenant au genre Hyoscyamus et à la famille des Solanacées. On en connaît deux espèces en Europe : la jusquiame blanche (Hyoscyamus albus L.), qui pousse sur le pourtour du bassin méditerranéen, et la jusquiame noire (Hyoscyamus niger L.), beaucoup plus cosmopolite. Les deux plantes sont toxiques, contenant divers alcaloïdes tels que l'atropine, l'hyoscyamine et la scopolamine. Elles sont cependant moins dangereuses que le datura ou la belladone, qui contiennent les mêmes alcaloïdes mais en plus grandes proportions.
La graine de jusquiame est connue pour apaiser la rage de dents, elle s'appelle herbe de Sainte Apolline.

## Étymologie
Le terme de « jusquiame » est un emprunt au bas latin jusquiamos, jusquiamus, du latin hyoscyamos, hyoscyamum et du grec ὑοσκύαμος (huoskúamos) de même sens, morphologiquement « fève de porc ». Il s'agit d'une allusion à l'épisode de l'Odyssée durant lequel la magicienne Circé transforma en pourceaux les compagnons d'Ulysse en leur faisant pour cela boire un philtre contenant de la jusquiame. Mais Ulysse était immunisé grâce à un antidote végétal, le moly, dont Hermès lui avait fait présent. Certains interprètent cet épisode comme une métaphore opposant la bestialité (le pourceau) à la raison. Toutefois, les solanacées « vireuses », dont fait partie la jusquiame, sont fréquemment évoquées dans les histoires de métamorphoses d'homme en animal : lycanthropie par exemple, ou plus généralement on parle de thérianthropie. Elles peuvent en effet générer des hallucinations particulièrement puissantes, y compris celle d'avoir pris la forme d'un animal, au point d'en adopter le comportement.

## Histoire
Jadis[Quand ?], la jusquiame était considérée comme une plante magique associée à la magie noire.
Dans la pièce de théâtre Hamlet de William Shakespeare, le roi est assassiné, empoisonné par quelques gouttes de jusquiame versées dans son oreille.
Guy de Chauliac a recours à la fumigation (inhalation de fumée) à base de jusquiame, d'oignons et de poireau pour soigner « les vers dans les dents » (théorie antique, théorie du ver des dents). Dans Salammbô de Gustave Flaubert, dans le chapitre intitulé « Moloch », la jusquiame est évoquée : « Les plus dangereux étaient des buveurs de jusquiame ; dans leur crises, ils se croyaient des bêtes féroces et sautaient sur les passants qu'ils déchiraient ».
La jusquiame a été utilisée par Hippocrate pour anesthésier les patients et soulager leurs douleurs. Et en France, au moins jusqu'au début du XXe siècle, selon une étude ethnobotanique publiée en 1984, cette plante (aussi nommée gran di masyä (ce qui signifie « grain des molaires ») ou grâna di masv (« graine des molaires ») était utilisée en fumigation pour soigner la carie dentaire.

## Liste des espèces
Selon BioLib (28 avril 2021) :
- Hyoscyamus albus L.
- Hyoscyamus aureus L.
- Hyoscyamus boveanus (Dunal) Asch. & Schweinf.
- Hyoscyamus coelesyriacus Bornm.
- Hyoscyamus desertorum (Asch. & Boiss.) Täckh.
- Hyoscyamus leptocalyx Stapf
- Hyoscyamus muticus L.
- Hyoscyamus niger L.
- Hyoscyamus pusillus L.
- Hyoscyamus reticulatus L.

## Description deHyoscyamus niger
Plante annuelle ou bisannuelle à odeur désagréable, à poils collants. Nombreuses feuilles ovales à extrémité pointue, grossièrement dentées ou entières, les basales pétiolées et en rosette, les supérieures sessiles. Inflorescence en cyme unipare hélicoïde. Fleurs à corolle tubulée terminée par cinq lobes arrondis. La corolle est jaune pâle, avec une gorge et des nervures pourpres ou violettes. Calice vert à 5 dents. 5 étamines. Le fruit est une pyxide. Floraison de mai à septembre. Terrains en friche ou labourés, souvent près de la mer ou à proximité de bâtiments agricoles.

## Description deHyoscyamus albus
Les caractéristiques sont les mêmes que pour l'espèce précédente, mais la plante est plus velue, les feuilles sont toutes alternes et pétiolées et la corolle, à gorge maculée, n'est pas veinée de violet. Floraison d'avril à septembre. Plante nitrophile et thermophile.

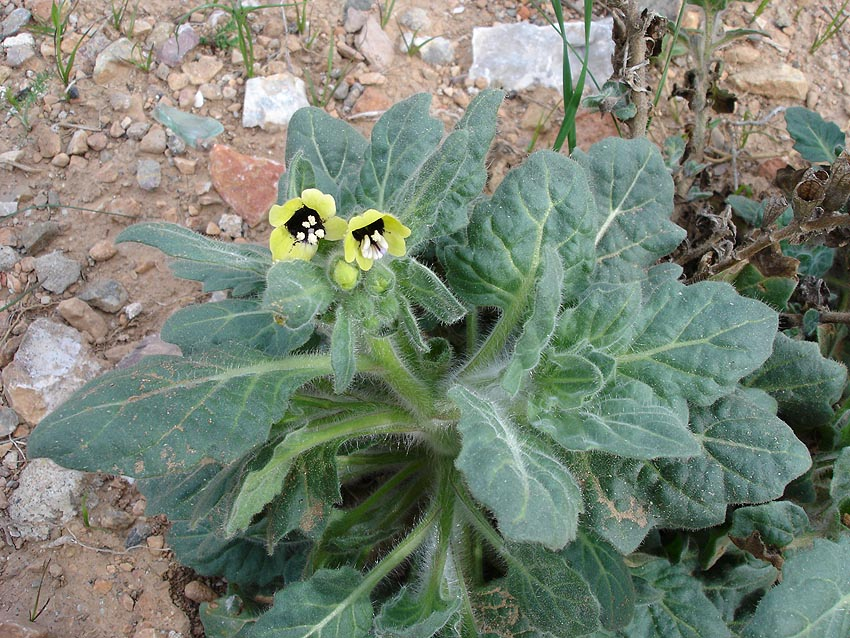
Jusquiame blanche
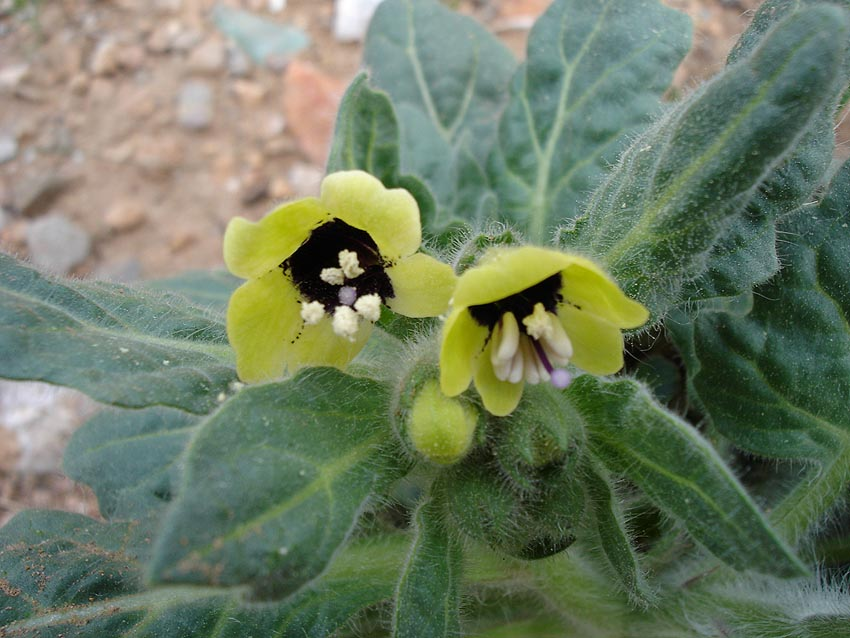
Détail des fleurs
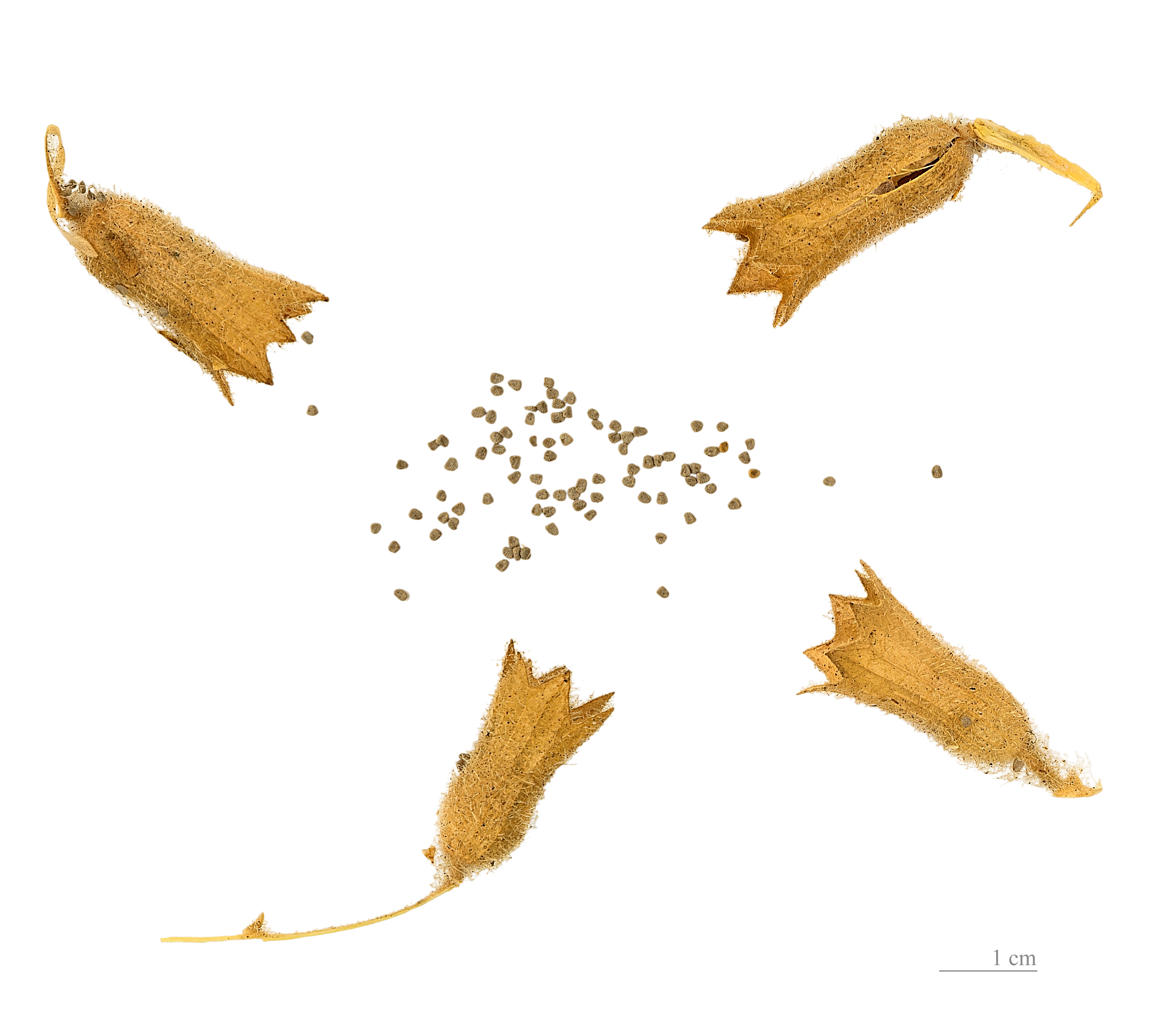
Fruits et graines